# Cubanola
Cubanola es un género con dos especies de plantas con flores perteneciente a la familia Rubiaceae.

## Taxonomía
El género fue descrito por Annette Aiello (1941-) y publicado en Journal of the Arnold Arboretum 60(1): 111-113 en el año 1979. (Jan 1979) (J. Arnold Arbor.). La especie tipo es: Cubanola daphnoides (Graham) Aiello. 

## Especies
- Cubanola daphnoides (Graham) Aiello
- Cubanola domingensis (Britton) Aiello